# 凱里喬郡

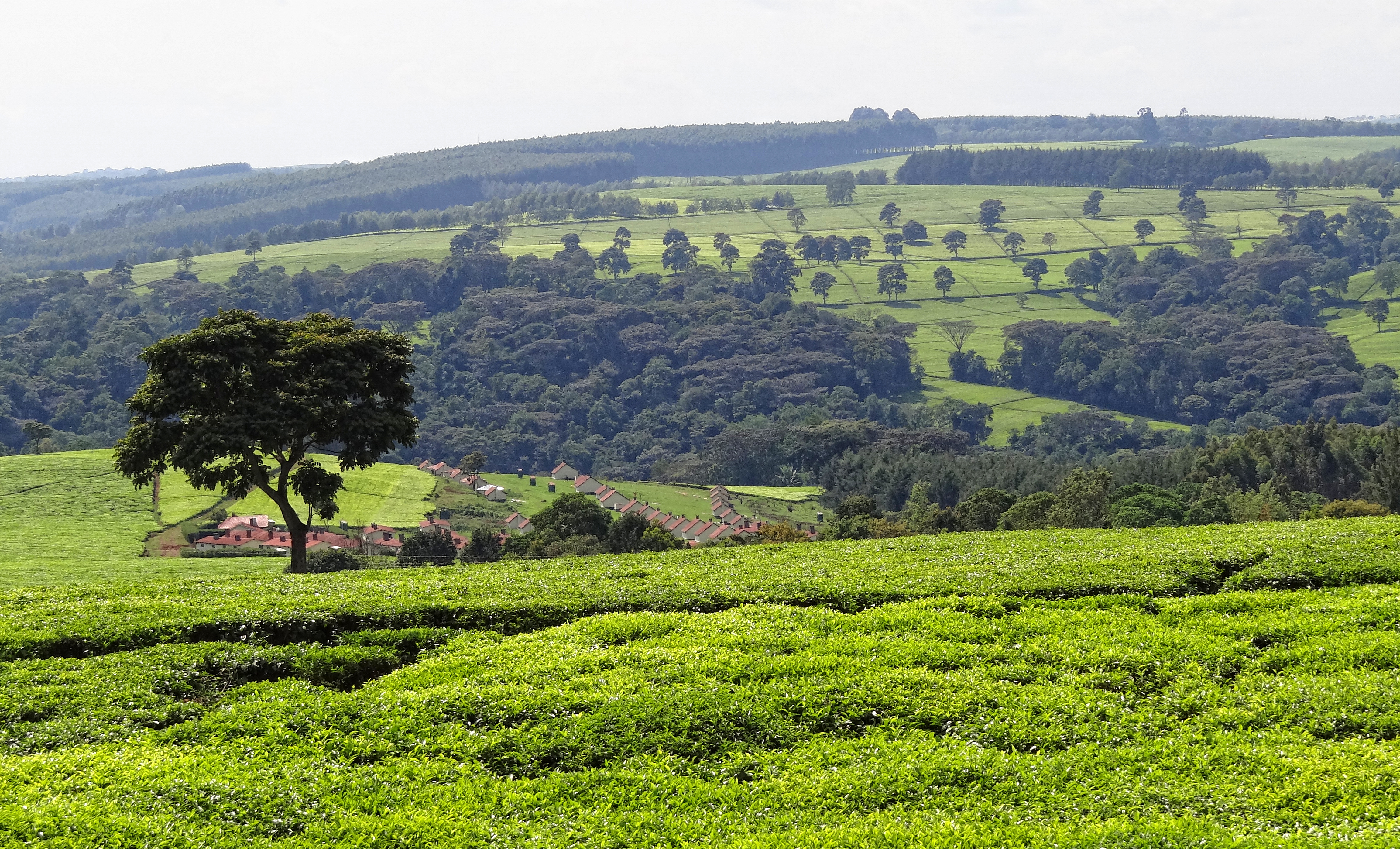

凱里喬郡，是肯尼亞的一個郡，位於該國西部，由裂谷省負責管轄，首府設於凱里喬，始建於2013年3月4日，面積2,454.5平方公里，2009年人口752,396，人口密度每平方公里306.54人。